# Erioptera (Erioptera) micromyia
Erioptera (Erioptera) micromyia is een tweevleugelige uit de familie steltmuggen (Limoniidae). De soort komt voor in het Neotropisch gebied.